# Cámara de los Diputados (Guinea Ecuatorial)
La Cámara de los Diputados es el nombre oficial que recibe la cámara baja del Parlamento de Guinea Ecuatorial, tiene su sede principal en el capital de la nación, Malabo en la isla de Bioko y otra en la parte continental, en Bata. Su presidente actual es Gaudencio Mohaba Mesu (PDGE), y posee adicionalmente 2 vicepresidencias.
La Cámara de los Diputados tiene 100 miembros, elegidos para un mandato de cinco años con un sistemas de representación proporcional en circunscripciones plurinominales. Guinea Ecuatorial es nominalmente un estado multipartidista, pero la oposición se queja de que en la práctica funciona como un estado de partido único. Esto significa que sólo un partido político, el Partido Democrático de Guinea Ecuatorial, es, de hecho, el que mantiene el poder efectivo. Aunque los partidos menores son permitidos, son de hecho obligados a aceptar el liderazgo del partido dominante.
La Cámara de los Diputados fue introducida en 1982 tras la aprobación de la Ley Fundamental y sus primeras elecciones se celebraron al año siguiente. Hasta 2013 la institución recibió el nombre de Cámara de los Representantes del Pueblo.

## Elecciones

### Elecciones de 2022
| Partido Democrático de Guinea Ecuatorial y aliados                                        | 100 | +1    |
| Convergencia para la Democracia Social                                                    | 0   | 0     |
| Partido de la Coalición Social Demócrata                                                  | 0   | Nuevo |
| Total                                                                                     | 100 | 0     |
| Fuente: Gobierno de Guinea Ecuatorial Archivado el 3 de marzo de 2016 en Wayback Machine. |     |       |